# Jorelyn Carabalí
Jorelyn Daniela Carabalí Martínez (* 18. Mai 1997 in Jamundí) ist eine kolumbianische Fußballspielerin.

## Karriere

### Klub
Vom Orsomarso SC kommend wechselte sie im Januar 2018 zu Atlético Huila. Zwei Jahre später folgte ihr nächster Wechsel Anfang 2020 zu Deportivo Cali. Seit Mitte Januar 2023 steht sie bei Clube Atlético Mineiro in Brasilien unter Vertrag.

### Nationalmannschaft
Für die kolumbianische A-Nationalmannschaft hatte sie ihr Debüt im Jahr 2021. Ein Jahr später stand sie im Kader bei der Copa América 2022. Hier stand sie in allen sechs Partien der Mannschaft in der Startelf und erreichte mit ihr das Finale. Am Ende verlor man hier gegen Rekordmeister Brasilien mit 0:1. Mit dem Finaleinzug gelang die Qualifikation für die Fußball-Weltmeisterschaft der Frauen 2023.
Am 4. Juli 2023 wurde sie für den finalen Kader bei der Weltmeisterschaft 2023 nominiert, in jedem der fünf Spiele ihres Teams eingesetzt und schied mit der Mannschaft im Viertelfinale gegen die Engländerinnen aus.

## Privates
Am 14. August 2023 wurde Carabalís jüngerer Bruder bei Schüssen in einem Nachtclub getötet.